# Исии, Ёсинобу
Ёсинобу Исии (яп. 石井 義信, 13 марта 1939, Фукуяма, Япония — 26 апреля 2018) — японский футболист и тренер.

## Карьера
На протяжении своей футбольной карьеры выступал за клубы «Тоё Индастрис», «Фудзита Индастрис».

## Национальная сборная
В 1962 году сыграл за национальную сборную Японии 1 матч.

## Статистика за сборную
| Сборная Японии | Сборная Японии | Сборная Японии |
| Год            | Матчи          | Голы           |
| -------------- | -------------- | -------------- |
| 1962           | 1              | 0              |
| Итого          | 1              | 0              |

## Достижения
- Джей-лига: 1965, 1966, 1967
- Кубок Императора: 1965, 1967